# Dina Pouryounes Langeroudi
Dina Pouryounes Langeroudi (1º gennaio 1992) è una taekwondoka olandese.

## Palmarès
- Europei

Kazan 2018: argento nei 46 kg.